# Pyszczak cesarski
Pyszczak cesarski (Aulonocara nyassae) – gatunek słodkowodnej ryby z rodziny pielęgnicowatych (Cichlidae). 

## Występowanie
Endemiczny gatunek występujący w strefie piaszczystej jeziora Malawi (Niasa).

## Opis
Dorasta do 12 cm, w naturze nawet do 15 cm. Przebywają w otoczeniu z innymi gębaczami pośród kryjówek z korzeni i kamieni.

## Dymorfizm płciowy
Samiec ciemniejszy, o lśniącym niebieskim, niebiesko-zielonym tułowiu. Samica jaśniejsza, szarobrązowa z pasiastym wzorcem.

## Warunki w akwarium
| Zalecane warunki w akwarium | Zalecane warunki w akwarium |
| --------------------------- | --------------------------- |
| Zbiornik                    | duży min. 100 l             |
| Temperatura wody            | 24–26 °C                    |
| Twardość wody               | 12°n                        |
| Skala pH                    | 7–8                         |
| pokarm                      | żywy i suchy                |

## Rozród
Ikra inkubowana jest w pysku, młode po ok. 22 dniach zaczynają wypływać. Narybek wielkości ok. 10 mm, młode ryby kolorem i wyglądem są zbliżone do samicy.